# 1965年米高梅保險庫火災
1965年米高梅保險庫火災（英語：1965 MGM vault fire）是指1965年8月10日發生於美国加利福尼亚州卡爾弗城米高梅工作室（現為索尼影視工作室）外景場地第七保險庫的火災，起因為保險庫的電線短路，導致以易燃硝化纤维製成的電影膠卷爆炸並起火燃燒。火災初始的爆炸至少導致1人死亡，隨後的火勢讓保存在保險庫中的大量米高梅无声电影和早期有声电影存檔付之一炬，許多電影更因此散失。

## 背景
事發地點米高梅工作室第七保險庫位於工作室第三外景場地，各保險庫為防止可能的火災蔓延分散在場地內。工作室經理羅格·邁耶稱這些保險庫為「混凝土雙層房屋」，並表示當時咸認保險庫為「很好的儲存設施，因為（電影膠卷）不易遭竊」。這些保險庫並未安裝灑水系統，只有在屋頂設置通風用的小風扇；不過，邁耶認為灑水系統的意義不大，因為此前「火災（對於工作室）造成的損失很小」。
米高梅和其前身地鐵影業、高德溫影業及路易·B·梅耶影業與當時業界其他主要電影公司不同，保留了許多早期製作的作品和購置以供將來重製用的電影拷貝，而未遵循當時業界的慣常做法銷毀舊作，甚至連一些幾無商業價值的電影亦有存檔。自1930年代起，米高梅開始將電影的拷貝及底片贈與喬治·伊士曼博物館等電影檔案館，並於1960年代開展由邁耶主導的保存計畫，將電影自易燃的硝化纤维膠卷轉移至醋酸纤维素上。

## 事件過程
1965年8月10日，第七保險庫的電線短路，導致硝化纖維電影膠卷爆炸並起火燃燒。據當時行經第一和第二外景場地間的魯迪·貝默所述，火災初始的爆炸聲響遠至當地都能聽見。邁耶表示爆炸至少導致1人死亡，隨後的火勢讓保存在保險庫中的大量米高梅无声电影和早期有声电影存檔付之一炬。
由於米高梅先前為保存其電影收藏所做的努力，這場大火並未造成太多不可挽回的損失。米高梅製作的無聲電影約有68%流傳至今，是業界之最。不過，仍有許多電影因此散失，包括朗·钱尼主演的《盲目的交易》和《午夜後的倫敦》，以及葛丽泰·嘉宝主演的《神女》等。